# Sao Paulo WCT 1976 - Doppio
Il doppio del torneo di tennis Sao Paulo WCT 1976, facente parte della categoria World Championship Tennis, ha avuto come vincitori Ross Case e Geoff Masters che hanno battuto in finale Charlie Pasarell e Allan Stone con il punteggio di 7–5, 6–1.

## Teste di serie
1. Ross Case /  Geoff Masters (Campioni)

1. Charlie Pasarell /  Allan Stone (finale)

## Tabellone

### Legenda
| - Q = Qualificato - WC = Wild card - LL = Lucky loser | - ALT = Alternate - SE = Special Exempt - PR = Protected Ranking | - w/o = Walkover - r = Ritirato - d = Squalificato |

|  | Quarti di finale                | Quarti di finale                | Quarti di finale                | Quarti di finale                | Quarti di finale |  |  | Semifinali                      | Semifinali                      | Semifinali                      | Semifinali                   | Semifinali                   |   |   | Finale                  | Finale                  | Finale                  | Finale | Finale |  |
|  |                                 |                                 |                                 |                                 |                  |  |  |                                 |                                 |                                 |                              |                              |   |   |                         |                         |                         |        |        |  |
|  | 1                               | Ross Case Geoff Masters         | 4                               | 6                               | 6                |  |  |                                 |                                 |                                 |                              |                              |   |   |                         |                         |                         |        |        |  |
|  |                                 | Phil Dent Bob Giltinan          | 6                               | 3                               | 1                |  |  | Ross Case Geoff Masters         | Ross Case Geoff Masters         | Ross Case Geoff Masters         | 7                            | 6                            |   |   |                         |                         |                         |        |        |  |
|  | Thomaz Koch Luis-Felipe Tavares | Thomaz Koch Luis-Felipe Tavares | Thomaz Koch Luis-Felipe Tavares | Thomaz Koch Luis-Felipe Tavares | w/o              |  |  | Thomaz Koch Luis-Felipe Tavares | Thomaz Koch Luis-Felipe Tavares | Thomaz Koch Luis-Felipe Tavares | 6                            | 3                            |   |   |                         |                         |                         |        |        |  |
|  | Sandy Mayer Cliff Richey        | Sandy Mayer Cliff Richey        | Sandy Mayer Cliff Richey        | Sandy Mayer Cliff Richey        |                  |  |  |                                 |                                 |                                 |                              |                              |   |   | Ross Case Geoff Masters | Ross Case Geoff Masters | Ross Case Geoff Masters | 7      | 6      |  |
|  | Jaime Fillol Tom Gorman         | Jaime Fillol Tom Gorman         | Jaime Fillol Tom Gorman         | 6                               | 7                |  |  |                                 |                                 | Charlie Pasarell Allan Stone    | Charlie Pasarell Allan Stone | Charlie Pasarell Allan Stone | 5 | 1 |                         |                         |                         |        |        |  |
|  | Björn Borg Guillermo Vilas      | Björn Borg Guillermo Vilas      | Björn Borg Guillermo Vilas      | 0                               | 5                |  |  | Jaime Fillol Tom Gorman         | Jaime Fillol Tom Gorman         | Jaime Fillol Tom Gorman         | 6                            | 1                            |   |   |                         |                         |                         |        |        |  |
|  | 2                               | Charlie Pasarell Allan Stone    | Charlie Pasarell Allan Stone    | 6                               | 7                |  |  | Charlie Pasarell Allan Stone    | Charlie Pasarell Allan Stone    | Charlie Pasarell Allan Stone    | 7                            | 6                            |   |   |                         |                         |                         |        |        |  |
|  |                                 | Andrew Pattison Kim Warwick     | Andrew Pattison Kim Warwick     | 3                               | 6                |  |  |                                 |                                 |                                 |                              |                              |   |   |                         |                         |                         |        |        |  |